# بده! بده! بده! (مردی را پس از نیمه‌شب)
«بده! بده! بده! (مردی را پس از نیمه‌شب)» (انگلیسی: Gimme! Gimme! Gimme! (A Man After Midnight)) ترانه‌ای از گروه پاپ سوئدی آبا است که در سال ۱۹۷۹ منتشر شد. خواننده اصلی ترانه آنگنیه‌تا فلتسکوگ است و یک نسخه اسپانیایی زبان نیز از آن اجرا شد.
نکته قابل توجه آن است که این ترانه یکی از دو اثر این گروه موسیقی است (ترانهٔ دیگر ملکه رقصان است) که به یکی از سرودهای همجنسگرایان تبدیل شده‌است.

## جداول موسیقی
| جدول (۱۹۸۰–۱۹۷۹)                 | بالاترین رتبه |
| -------------------------------- | ------------- |
| استرالیا (گزارش موسیقی کنت)      | ۸             |
| اتریش (او۳ تاپ ۴۰ اتریش)         | ۲             |
| بلژیک (اولتراتاپ ۵۰ فلاندرز)     | ۱             |
| اروپا (۱۰۰ تک آهنگ داغ اروپا)    | ۱             |
| فنلاند (جدول‌های رسمی فنلاند)     | ۱             |
| ایرلند (ایرما)                   | ۱             |
| ژاپن (اوریکون)                   | ۱             |
| ژاپن (جدول تک‌آهنگ‌های اوریکون)    | ۱۷            |
| هلند (۴۰ آهنگ برتر)              | ۲             |
| هلند (۱۰۰ تک‌آهنگ برتر)           | ۲             |
| نیوزیلند (ریکوردد میوزیک ان‌زد)   | ۱۵            |
| نروژ (وی‌جی-لیستا)                | ۲             |
| آفریقای جنوبی (رادیو اسپرینگ‌باک) | ۱۶            |
| سوئد (فهرست برترین‌های سوئد)      | ۱۶            |
| سوئیس (شوایزر هیت‌پاراد)          | ۱             |
| تک‌آهنگ‌های بریتانیا (اوسی‌سی)      | ۳             |
| آلمان غربی (جدول‌های رسمی آلمان)  | ۳             |

| جدول (۲۰۲۲)                                  | بالاترین رتبه |
| -------------------------------------------- | ------------- |
| فروش تک‌آهنگ‌های دیجیتال کانادا (مجلهٔ بیلبورد) | ۴۶            |

| جدول (۱۹۷۹)                       | رتبه |
| --------------------------------- | ---- |
| بلژیک (اولتراتاپ فلاندرز)         | ۳۲   |
| فرانسه (مؤسسه افکار عمومی فرانسه) | ۱۰   |
| هلند (۴۰ آهنگ برتر هلند)          | ۴۲   |
| هلند (۱۰۰ تک‌آهنگ برتر هلند)       | ۵۷   |

| جدول (۱۹۸۰)                         | رتبه |
| ----------------------------------- | ---- |
| آلمان غربی (رتبه‌بندی سرگرمی جی‌اف‌کی) | ۵۴   |

## گواهی‌نامه‌ها و فروش
| منطقه | گواهی  | واحد گواهی‌شده/فروش |
| --- | ------ | ------------------ |
| دانمارک (آی‌اف‌پی‌آی)                                                                                             | پلاتین | ۹۰٬۰۰۰             |
| فرانسه (اس‌ان‌ئی‌پی)                                                                                              | طلا    | ۵۰۰٬۰۰۰*           |
| آلمان (بی‌وی‌ام‌آی)                                                                                               | طلا    | ۲۵۰٬۰۰۰            |
| ایتالیا (اف‌آی‌ام‌آی) فروش از سال ۲۰۰۹                                                                            | پلاتین | ۱۰۰٬۰۰۰            |
| هلند (ان‌وی‌پی‌آی)                                                                                                | طلا    | ۱۰۰٬۰۰۰^           |
| پرتغال (انجمن صنفی گرامافون)                                                                                   | طلا    | ۲۰٬۰۰۰             |
| بریتانیا (بی‌پی‌آی) دیجیتال، فروش از سال ۲۰۰۴                                                                    | پلاتین | ۶۰۰٬۰۰۰            |
| بریتانیا (بی‌پی‌آی) نسخهٔ غیردیجیتال، فروش از سال ۱۹۷۹                                                            | نقره   | ۲۵۰٬۰۰۰^           |
| * رقم فروش تنها بر پایهٔ گواهی‌ها. · ^ رقم توزیع تنها بر پایهٔ گواهی‌ها. · رقم فروش+پخش جاری تنها بر پایهٔ گواهی‌ها. |        |                    |